# ペドレールの機械
ペドレールの機械、ペドレール・マシン（Pedrail Machine）は、第一次世界大戦中に、イギリスで試作された、装軌式実験車両である。
陸上軍艦委員会による、新兵器である「戦車」の開発の過程での模索の一つで、リトル・ウィリーやビッグ・ウィリーの前に開発されていた、失敗作の一つであった。
「ペドレールの機械」は、当初は西部戦線で装甲兵員輸送車として使用される予定であったが、他のプロジェクトが優先されて、開発中止された。未完成の車両は、移動式火炎放射器の土台として使用できるように、方針転換されたが、それも完成することはなく、実戦で使用されることはなかった。
その外観は、地表を走る路面電車のようであった。

## 概要

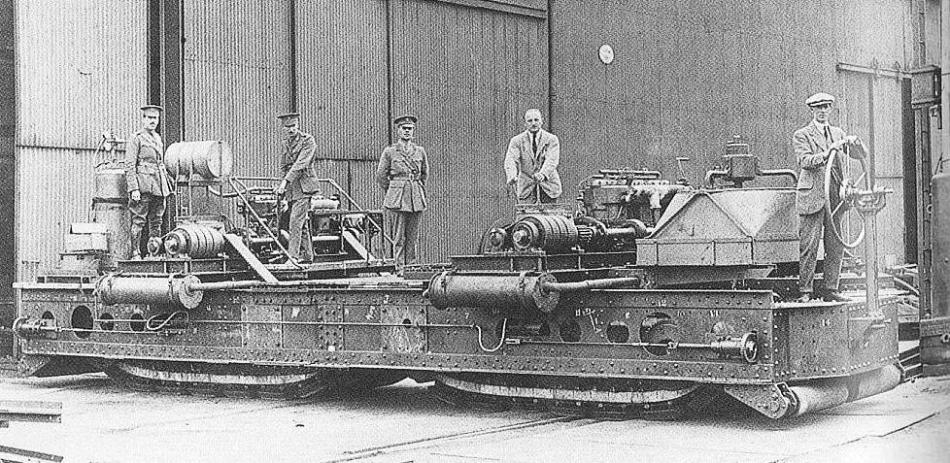
陸上軍艦委員会による計画から派生して開発された、ペドレール試作兵員輸送車

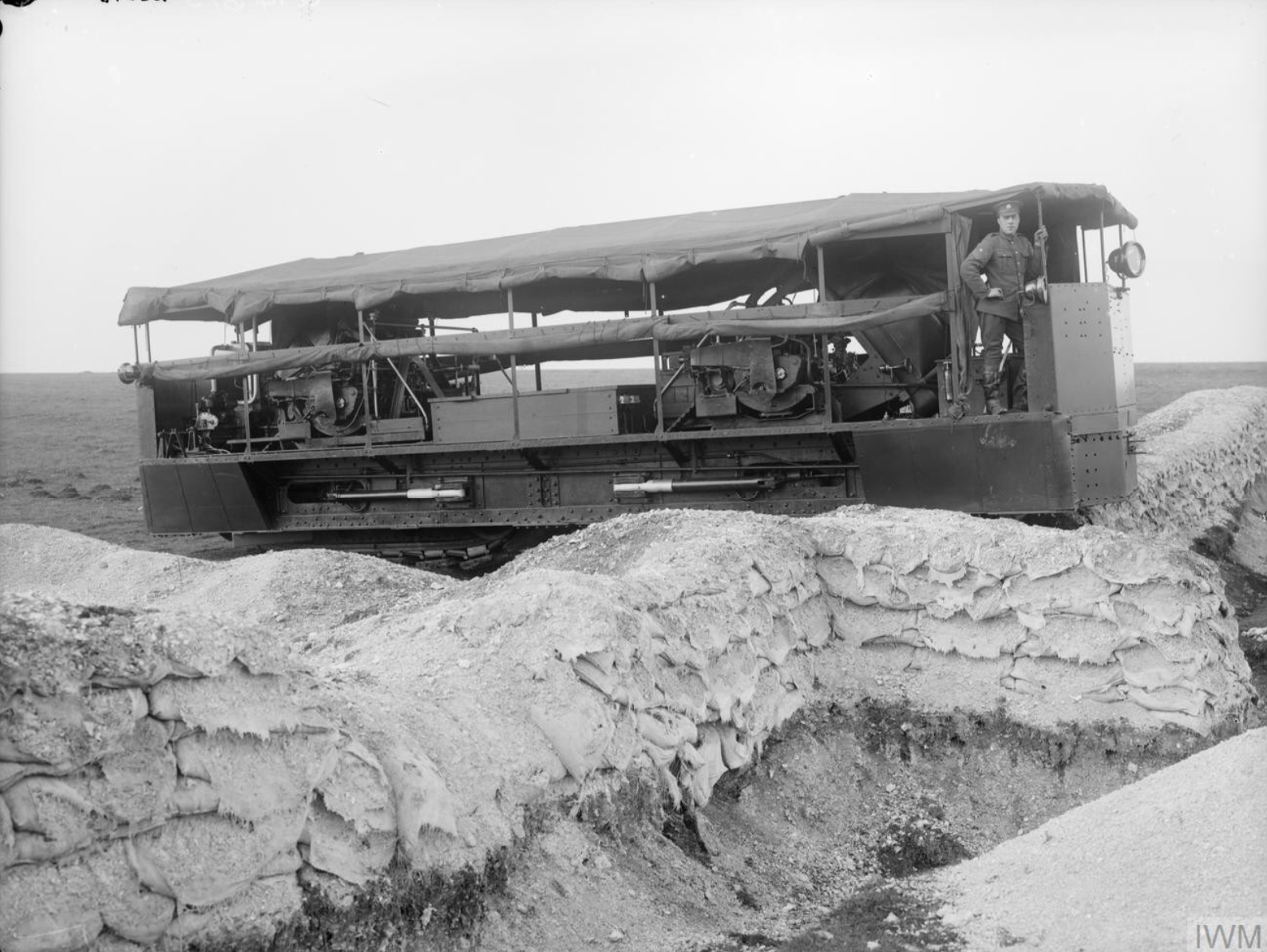
1917年頃、ソールズベリー平原で行われた唯一の試作車による試験

イギリス海軍航空隊のマレー・セター大尉とペドレール輸送会社のブラマー・ジョセフ・ディプロックによる話し合いの後、陸上軍艦委員会を代表して、陸上軍艦委員会の技術顧問でイギリス人技術者のR.E.B.クロンプトン大佐が、本車を設計した。
その概要は、「機関銃と弾薬を装備した50人の塹壕突撃部隊」を無人地帯（「軍事対立の中間の、いずれの勢力によっても統治されていない領域」を意味する英熟語。第一次世界大戦中に成立した語）を保護下に運べる車両というものであった。
委員会に提出されたクロンプトンの設計では、全長約40フィート（12メートル）、重量約25トン、12ポンド砲を装備した車両に、前後2組の幅広な単条式ペドレールトラックが装備された（リジッドフレームボディ車である「Mk.I ペドレール・マシン」）。操縦は車体最前部の車上にある操舵輪によって行われ、前後のトラックが、油圧シリンダーによって、鉄道車両のボギー台車のように、（互いに逆向きに）左右にわずかに旋回することで、操舵した。装甲は側面が8ミリ、上面が6ミリであった。車体前後の2基の46馬力（34kW）ロールス・ロイス製エンジンで前後2組のトラックを各々駆動する予定であった（実際の完成車体では、アスター社製エンジンに変更された）。エンジンも走行装置と一体となって左右にわずかに旋回するために、複雑な動力伝達装置は必要なかった。リジッドフレームの両端下部全幅には、フレーム下端が障害物にぶつかるのを防ぐための、一対のローラーがあった（実際の完成車体では、このローラーは取り外された）。
本車の構造は鉄道車両に似ており、このため、鉄道車両製造会社である、バーミンガムのメトロポリタン社に12輌が発注された。
委員会は、提供されたままの設計ではフランスの村落を容易に機動できないことに気づき、中央で連結する改良型（連接車である「Mk.II アーティキュレーター」）が再設計された（こちらは、計画のみで、実車は製造されていない）。同時に、装甲保護は12ミリに引き上げられた。
当初の12輌の発注は1輌に減らされ、その後、メトロポリタン社は、他の戦争作業に集中するために、プロジェクトから外すよう要請した。1輌の完成作業はリンカーンのウィリアム・フォスター社に引き継がれたが、より有望な他の装甲車両（ブルロック・トラクターから発展したリトル・ウィリーのこと）のプロジェクトが進行していたため、1915年7月に、改良前の「Mk.I ペドレール・マシン」1輌の製造すら、途中でキャンセルされた。
1916年7月、移動式火炎放射器として完成させるため、部分的に製造されていた未完成の「Mk.I ペドレール・マシン」は、バースのStothert & Pitt社に移された。完成した車体は8月に塹壕戦部門に引き渡され、ポートン・ダウンにある政府の研究センターに試験的に送られた。だが重すぎて実用的ではないと判断され、戦争末期にはボービントン・キャンプに運ばれ、最終的にスクラップにされた。
当初の計画であった「50人の兵員の輸送が可能な装甲兵員輸送車」としては、菱形戦車の派生型である、マーク IX 戦車（実態は装甲兵員輸送車）が、後に開発されている。